# Zithara
Zithara fou una ciutat al nord o nord-est d'Hattussa on el rei Tudhalias III va lliurar batalla contra els kashkes que foren derrotats vers el 1360 aC.